# Coupe de France féminine de cyclisme sur route 2003
Cet article traite uniquement de la compétition féminine. Pour les résultats de la compétition masculine, voir Coupe de France de cyclisme sur route 2003.
Navigation
Coupe de France 2002 Coupe de France 2004
La Coupe de France féminine de cyclisme sur route 2003  est la 4e édition de la Coupe de France féminine de cyclisme sur route. La victoire finale revient à la Française Juliette Vandekerckhove, déjà vainqueur en 2000.
Cette édition se déroule du 6 avril au 15 juillet 2003 et est composée de cinq épreuves dont le Tour du Genevois qui s'est disputée sur deux étapes.

## Résultats
| Dates      | Courses                                          |  | Vainqueur         |
| 6 avril    | Circuit National Féminin de Saint-Amand-Montrond |  | Virginie Moinard  |
| 20 avril   | Ronde du Mont Pujols                             |  | Zlatica Gavláková |
| 4 mai      | Trophée des grimpeurs féminin                    |  | Magali Le Floc'h  |
| 6 juillet  | Tour du Genevois                                 |  | Jeannie Longo     |
| 15 juillet | Atlantique-Manche féminine                       |  | Magali Le Floc'h  |

## Classement
|     | Coureur                 | Pts. |
| --- | ----------------------- | ---- |
| 1re | Juliette Vandekerckhove | 96   |
| 2e  | Sonia Huguet            | 88   |
| 3e  | Nadia Triquet           | 72   |
| 4e  | Magali Le Floc'h        | 63   |
| 5e  | Corinne Sempé           | 61   |
| 6e  | Delphine Guille         | 61   |
| 7e  | Sophie Creux            | 60   |
| 8e  | Laëtitia Belaud         | 51   |
| 9e  | Stéphanie Reymond       | 51   |
| 10e | Marina Jaunâtre         | 47   |